# Đại Việt tấn công nhà Nguyên
Đại Việt dưới triều nhà Trần đã có một cuộc tấn công quân sự vào nhà Nguyên vào năm 1313, đời vua Trần Anh Tông.

## Nguyên nhân
Theo sử liệu Việt, do quan lại biên giới nhà Nguyên là Triệu Giác cho quân bắt bớ thương nhân người Việt ở châu Tu Lãng, cướp tài sản, tài sản bị cướp được ước tính tương đương một lọ vàng, và chiếm hơn một nghìn khoảnh ruộng. Trong 2 năm 1311-1312, quan lại biên giới nhà Nguyên đã 5 lần cướp bóc người Việt ở lộ Thái Nguyên bắt 5.000 người làm tù nhân đưa sang nhà Nguyên. Vua nhà Trần đã nhìn nhận các hành động xảy ra tại biên giới là lấn chiếm, quyết định dùng quân đội để giải quyết.
Bên cạnh đó, từ năm 1293, nhà Nguyên đã có chỉ thị ra sức tích trữ nguồn lực cho một cuộc xâm lược quy mô lớn vào Đại Việt, bao gồm chiến thuyền, vũ khí, thạch lương, thức ăn cho ngựa, muối,... Tuy vì nhiều lý do nên việc này bị trì hoãn, bao gồm việc Hốt Tất Liệt băng hà năm 1294, nhưng việc tích trữ kho tàng tại vùng lãnh thổ biên giới với Đại Việt khiến nhà Trần không ngừng lo lắng.

## Lực lượng
Đại Việt huy động lực lượng 30.000 quân, trong đó có 3.000 kỵ binh. Theo sử liệu Trung Quốc là hơn 3 vạn quân cùng hơn 2.000 kỵ binh.
Lực lượng quân Nguyên không rõ có bao nhiêu.

## Diễn biến
Năm 1313, quân Việt tấn công vào Vân Động thuộc châu Trấn Yên đốt phá các kho tàng, sau đó rút lui.
Tiếp sau đó, Đại Việt chia quân làm 3 đạo tấn công các xứ Lôi Động, Tri Động và châu Quy Thuận, châu Dưỡng Lợi, và đóng quân ở các nơi đó. Trong đó, đích thân vua nhà Trần chỉ huy cánh quân chiếm đóng châu Dưỡng Lợi.
Quan lại nhà Nguyên cấp báo lên hoàng đế của họ về việc Đại Việt xâm chiếm đất đai và yêu cầu được hỗ trợ.
Tháng 4, quân Việt càn quét ở châu Dưỡng Lợi, giết 2.000 người để trả thù. Một số tài liệu ghi nhận rất nhiều tù binh bị mang đi.
Nhà Nguyên đình nghị hội quân Hồ Quảng phản công.
Vua Nguyên phái hai viên quan là A Lý Ôn Sa và Lưu Nguyên Hanh đến Hồ Quảng điều tra tình hình, sự việc được tâu lại vua Nguyên. Chờ mãi không thấy sứ thần Đại Việt đến, vua Nguyên phái họ làm sứ thần đến Đại Việt. Họ mang thư sang hỏi Đại Việt về xung đột vừa xảy ra. Lưu Nguyên Hanh trách:
"Trước kia, nhà Hán đặt ra chín quận, danh giáo hóa của Trung Quốc đã tràn lan tới. Huống chi, An Nam đối với Trung Quốc, nào là dâng địa đồ, nào là nộp lệ cống, danh phận trên dưới đã phân minh, Trung Quốc đối với An Nam, thì ban cho một cách đầy đặn không kể đến việc đáp lại đơn sơ, cái ơn huệ yên ủy người phương xa thật là hết sức. Như thế thánh triều có phụ bạc gì quý quốc đâu! Thế mà bây giờ sao lại tự nhiên gây ra sự không yên lành, dùng sức ngông cuồng để mở rộng bờ cõi. Tuy nói riêng về đất ở du thôn, thì việc quan hệ rất nhỏ, nhưng nói chung về dư đồ nhà nước, thì quan hệ rất to. Hơn nữa, những người bị giết, bị cướp đều là những dân, những hộ đã ghi vào sổ của triều đình. Vậy người chủ trương làm việc ấy không rõ là ai?"
Vua Trần Anh Tông vốn có thái độ thẳng thắn trừng trị hành động lấn chiếm lãnh thổ nhưng trả lời một cách biện minh: "Đấy là những người nhỏ mọn ở ngoài biên giới tự làm việc không yên lành, nước tôi biết thế nào được việc ấy?".

## Kết quả
Trước sức ép yêu cầu lui quân của vua nhà Nguyên, vua Trần Anh Tông đành chấp nhận nhượng bộ dẫn quân về. Cuộc tấn công của nhà Trần đã đạt được mục tiêu trừng phạt, đồng thời phá vỡ công cuộc chuẩn bị xâm lược của nhà Nguyên qua việc hủy hoại nhiều kho tàng quân sự. Cuộc tấn công thành công nhờ chiến lược đánh phủ đầu và hoạt động thám báo, hiểu rõ tình hình nhà Nguyên lúc này đang phải đối mặt với nổi loạn trong nước.

### Sách
- Châu Hải Đường (2018). An Nam truyện: Ghi chép về Việt Nam trong chính sử Trung Quốc xưa. Sách Tao Đàn.
- Lưu Văn Lợi (2007). Những điều cần biết về đất, biển, trời Việt Nam. NXB Thanh niên.
- Nguyễn Lương Bích (2003). Lược sử ngoại giao Việt Nam các thời trước. NXB Quân đội nhân dân.
- Nguyễn Thế Long (2005). Bang giao Đại Việt: Triều Trần, Hồ. NXB Văn hóa-thông tin.
- Trần Xuân Sinh (2003). Thuyết Trần: sử nhà Trần. NXB Hải Phòng.
- Việt sử thông giám cương mục, Tập 6. NXB Văn Sử Địa. 1957.